# Jáchym Havlena
Jáchym Havlena (20. října 1871 Výprachtice – 12. února 1958 Praha) byl český a československý politik a meziválečný senátor Národního shromáždění.

## Biografie
Původně byl textilním dělníkem. Po dobu několika let pracoval v Německu. Od roku 1892 se angažoval v sociální demokracii a jejích tiskovinách. Byl administrátorem a expedientem listu Zář, vedoucím inzertního oddělení a redaktorem Práva lidu. Za Rakouska-Uherska byl předsedou Dělnického politického klubu v Čechách a tajemníkem zemského výkonného výboru Českoslovanské sociálně demokratické strany v Čechách. Spoluzakládal Ústřední svaz domkářů a malorolníků a Hospodářské úvěrové a pachtovní družstvo domkářů a malorolníků, přičemž v těchto organizacích zastával funkci jednatele. Ve volbách roku 1907 a volbách roku 1911 kandidoval do Říšské rady za sociální demokracii. Zvolen ovšem nebyl.
V roce 1912 je uváděn jako sekretář zemského výkonného výboru Českoslovanské sociálně demokratické strany dělnické pro zemi Českou. Podílel se tehdy spolu s Františkem Modráčkem na pořádání konference Ruské sociálně demokratické dělnické strany v Praze, na kterou dorazil i budoucí ruský revolucionář a vládce Vladimir Iljič Lenin. O této své zkušenosti vyprávěl redaktorům Rudého práva v roce 1945.
Profesí byl počátkem 20. let pokladníkem záložny v Praze.
V parlamentních volbách v roce 1920 získal za Československou sociálně demokratickou stranu dělnickou senátorské křeslo v Národním shromáždění. Mandát obhájil v parlamentních volbách v roce 1925 a parlamentních volbách v roce 1929 a v senátu zasedal do roku 1935. Zasedal v představenstvu menšinového odboru při Ústředním výkonném výboru Československé sociálně demokratické strany dělnické. Zároveň byl členem ústředního výboru Národní jednoty severočeské.